# Elvira de Faro

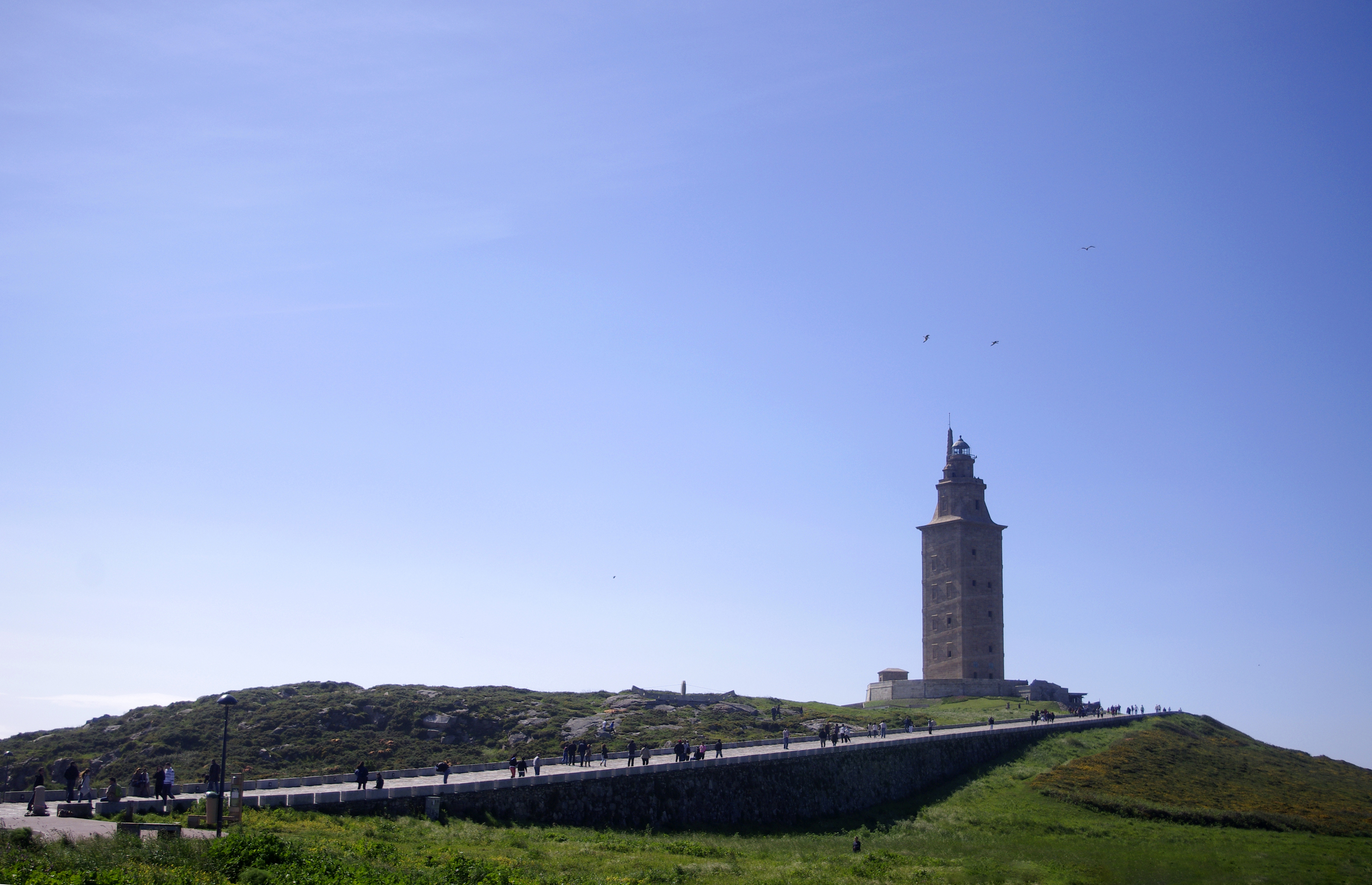
Vista actual de la Torre de Hércules, antiguo castillo de Faro

Elvira Méndez de Faro fue una noble gallega del siglo XI hija del conde Menendo Bermúdez de Faro y de la condesa Ilduara Gutiérrez de Aranga.
De su padre, hijo del conde Bermudo Froilaz y la condesa Jimena, Elvira heredó el castillo de Faro, actual Torre de Hércules y de su madre, hija del conde Gutierre Rodríguez de Aranga y de Gundesinda, el castillo de Aranga.

## Matrimonio y descendencia
Se casó con Froila Bermúdez, de la Casa de Traba, hijo de Bermudo Froilaz y de su segunda esposa, Lupa. De esta manera se unieron los patrimonios de ambos linajes. Después de enviudar, el conde Froila Bermúdez, fallecido el 27 de marzo de 1091, contrajo un segundo matrimonio con Lucía con quien tuvo por lo menos a dos hijas, Munia y Ermesinda.
De su casamiento nacieron cuatro hijos:
- Gonzalo Froilaz (m. 1112), obispo de Mondoñedo.[4]
- Pedro Froilaz[4](1075-1128), conde de Galicia y Trastámara.
- Rodrigo Froilaz[4] (m. 1133), almirante de Galicia y señor de Trasancos.[5]
- Visclávara Froilaz,[4] monja en el monasterio de Xuvia.